# 聖ニコラウスと聖アントニウスのいる聖母のエリザベト訪問
『聖ニコラウスと聖アントニウスのいる聖母のエリザベト訪問』（せいニコラウスとせいアントニウスのいるせいぼのエリザベトほうもん、伊:Visitazione con i santi Nicola e Antonio）は、イタリアのルネサンス期の巨匠、ピエロ・ディ・コジモによる1490年頃の板上の油彩画である。エリザベト訪問の場面の両側に聖ニコラウスと聖アントニウスを表している。作品は現在、ワシントン・ナショナル・ギャラリーに所蔵されている。
1489年から1490年にかけて、フィレンツェのサント・スピリト大聖堂にあるサン・ニッコロ教会のためにカポーニ家から委嘱されたこの作品は、ヴァザーリの『画家・彫刻家・建築家列伝』で以下のように記されている。「聖ニコラウスと聖アントニウスのいる聖母の訪問で、聖アントニウスの鼻の上にある眼鏡はとても良い。この作品で、彼 (ピエロ) は、少々古い羊皮紙で綴じられた本を描いているが、本物のように見える。そして、彼は、聖ニコラウスにいくつかの球（聖ニコラウスが貧しい娘たちに与えた持参金で、聖ニコラウスのアトリビュート）を与えているが、それらは輝き、それぞれ光線と反射を投げかけている。そうしたものから、その当時でさえ、人々は彼の脳の特異さ、そして彼が常に困難なことを求めていることを知ることができたのである」。
1713年に作品はレニャイアのヴィラ・カッポーニに移され、1850年頃にそこで作品を見たフレデリック・ウェストによって購入された。ウェストは作品をウェールズのチャーク城に持って行ったが、1891年にウェストの子孫が作品を売却した。作品は多くの所有者を経た後、ニューヨークのデュヴィーン兄弟に購入され、1937年にサミュエル H.クレスの手に渡った。1939年に、本作はクレスからワシントン・ナショナル・ギャラリーに寄贈された。

## 絵画の細部

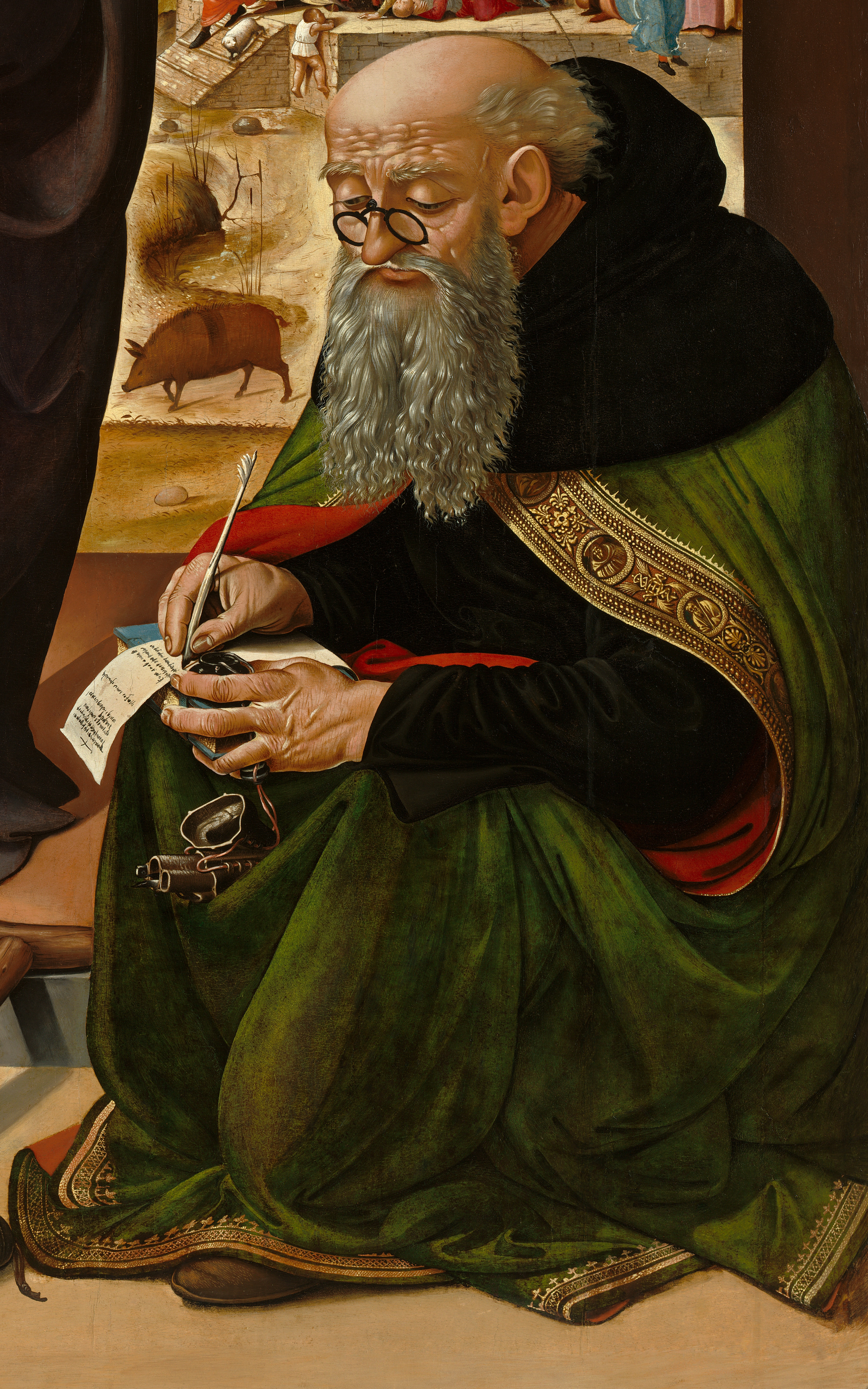
聖アントニウス
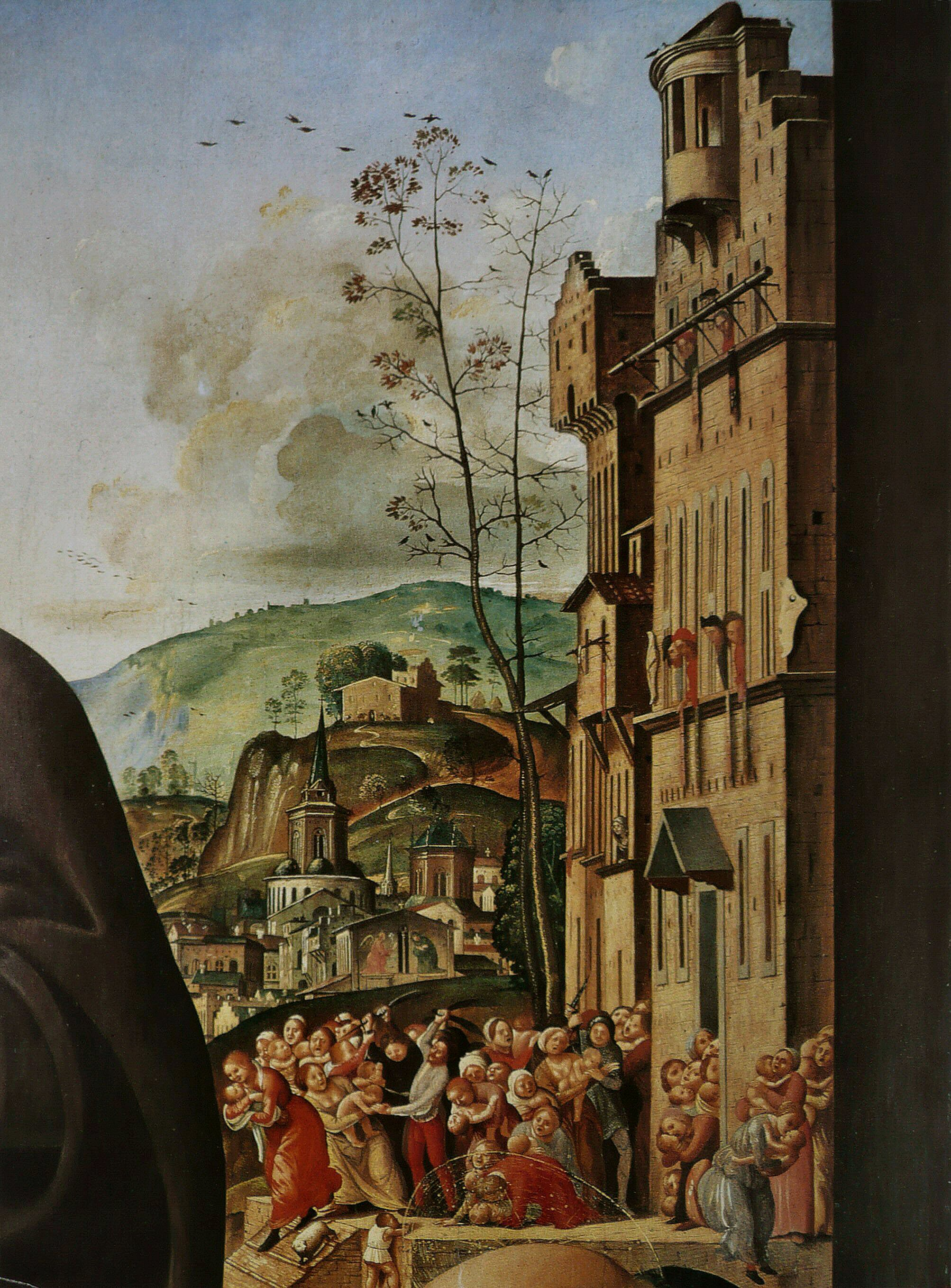
嬰児虐殺と受胎告知のある風景